# Serie B 2019/2020
Soutěžní ročník Serie B 2019/20 byl 88. ročník druhé nejvyšší italské fotbalové ligy. Soutěž začala 23. srpna 2019 a skončila kvůli pandemie covidu-19 20. srpna 2020. Účastnilo se jí 20 týmů z toho se 12 kvalifikovalo z minulého ročníku (klub US Citta di Palermo vyhlásil bankrot), 3 ze Serie A a 5 ze třetí ligy. Nováčci ze třetí ligy jsou: Virtus Entella, SS Juve Stabia, Pordenone Calcio, Trapani Calcio a AC Pisa 1909.

## Tabulka
| Poř. | Tým                   | Z  | V  | R  | P  | VG | OG | B  |
| ---- | --------------------- | -- | -- | -- | -- | -- | -- | -- |
| 1.   | Benevento Calcio      | 38 | 26 | 8  | 4  | 67 | 27 | 86 |
| 2.   | FC Crotone            | 38 | 20 | 8  | 10 | 63 | 40 | 68 |
| 3.   | Spezia Calcio         | 38 | 17 | 10 | 11 | 54 | 40 | 61 |
| 4.   | Pordenone Calcio      | 38 | 16 | 10 | 12 | 48 | 46 | 58 |
| 5.   | AS Cittadella         | 38 | 17 | 7  | 14 | 49 | 49 | 58 |
| 6.   | AC ChievoVerona       | 38 | 14 | 14 | 10 | 48 | 38 | 56 |
| 7.   | Empoli FC             | 38 | 14 | 12 | 12 | 47 | 48 | 54 |
| 8.   | Frosinone Calcio      | 38 | 14 | 12 | 12 | 41 | 38 | 54 |
| 9.   | AC Pisa 1909          | 38 | 14 | 12 | 12 | 49 | 45 | 54 |
| 10.  | US Salernitana 1919   | 38 | 14 | 10 | 14 | 53 | 52 | 52 |
| 11.  | Benátky FC            | 38 | 12 | 14 | 12 | 37 | 40 | 50 |
| 12.  | US Cremonese          | 38 | 12 | 13 | 13 | 42 | 43 | 49 |
| 13.  | Virtus Entella        | 38 | 12 | 12 | 14 | 46 | 50 | 48 |
| 14.  | Ascoli Calcio 1898 FC | 38 | 13 | 7  | 18 | 50 | 58 | 46 |
| 15.  | Cosenza Calcio        | 38 | 12 | 10 | 16 | 50 | 49 | 46 |
| 16.  | AC Perugia Calcio     | 38 | 12 | 9  | 17 | 38 | 49 | 45 |
| 17.  | Delfino Pescara 1936  | 38 | 12 | 9  | 17 | 48 | 55 | 45 |
| 18.  | Trapani Calcio        | 38 | 11 | 13 | 14 | 48 | 60 | 44 |
| 19.  | SS Juve Stabia        | 38 | 11 | 8  | 19 | 47 | 63 | 41 |
| 20.  | AS Livorno Calcio     | 38 | 5  | 6  | 27 | 30 | 67 | 21 |

|  | Přímý postup do Serie A 2020/21 |
|  | Play off                        |
|  | Play out                        |
|  | Přímý sestup do Serie C 2020/21 |

## Play off
Boj o postupující místo do Serie A.

### Předkolo
AC ChievoVerona - Empoli FC 1:1 v prodl. 

AS Cittadella - Frosinone Calcio 2:3 v prodl.

### Semifinále
AC ChievoVerona - Spezia Calcio 2:0, 1:3 

Frosinone Calcio - Pordenone Calcio 0:1, 2:0

### Finále
Frosinone Calcio - Spezia Calcio 0:1, 1:0
Poslední místo pro postup do Serie A 2020/21 vyhrál tým Spezia Calcio

## Play out
Delfino Pescara 1936 - AC Perugia Calcio 2:1, 1:2 (4:2 na pen.)
Sestup do Serie C 2020/21 měl klub AC Perugia Calcio.